# Estación de Las Mallas
Las Mallas fue una estación de ferrocarril situada en el municipio español de Niebla, en la provincia de Huelva. Se encontraba ubicada en la zona de Las Mallas, junto al río Tinto. Las instalaciones  constituían un complejo ferroviario que disponía de un apartadero para estacionar trenes y de un cargadero de mineral, sirviendo además la estación como enlace del ferrocarril de Riotinto. Debido a ello, dispusieron de una espaciosa playa de vías y de diversas instalaciones de carácter logístico.

## Situación ferroviaria
Las instalaciones, situadas a 19 metros de altitud, llegaron a formar parte de los siguientes trazados:
- Línea férrea de ancho ibérico Sevilla-Huelva, punto kilométrico 81,790.
- Línea férrea de ancho métrico Huelva-Riotinto, punto kilométrico 27,017.[2]

## Historia
La estación fue abierta al tráfico el 15 de marzo de 1880 con la puesta en funcionamiento de la línea férrea Sevilla-Huelva. La compañía MZA fue la encargada de las obras, así como la responsable del trazado y su explotación. En 1896 la Rio Tinto Company Limited, propietaria del ferrocarril homónimo que transitaba en las cercanías, construyó un empalme para enlazar este con las instalaciones de Las Mallas y permitir transbordos de mineral, lo que permitiría su conexión con la red ferroviaria general.
Con el paso de los años en Las Mallas se articuló un importante complejo ferroviario, que disponía de un apartadero, un cargadero, una amplia playa de vías, etc. En 1941, tras la nacionalización de los ferrocarriles de ancho ibérico, las instalaciones pasaron a manos de RENFE; en 1954 las infraestructuras de la RTC pasaron a manos de la Compañía Española de Minas de Río Tinto. En 1974 se clausuró el trazado Las Mallas-Huelva del ferrocarril de Riotinto. A partir de ese momento el transporte de minerales a la capital onubense se realizó por camión, que eran cargados en Las Mallas. Esta situación se mantuvo hasta el cierre en 1984 del ferrocarril de Riotinto. Las instalaciones quedaron abandonadas. 
En la actualidad la estación se encuentra semi-desmantelada y no presta servicios.